# Gabrje, Dobrova-Polhov Gradec
Gabrje este o localitate din comuna Dobrova - Polhov Gradec, Slovenia, cu o populație de 357 de locuitori.